# Yuru, la princesa amazónica
Yuru, la princesa amazónica (originalmente: Yuru, la niña de la selva) es una miniserie peruana producida por Michelle Alexander para la cadena Frecuencia Latina en el año 2007. Está protagonizada por Mayra Goñi, en su debut artístico y papel más recordado, y la historia está ambientada en las ciudades de Lima e Iquitos.

## Sinopsis
La historia se centra en Yuru, una adolescente de 14 años que vive en el caserío de GenGen, a orillas del río Amazonas, en Iquitos. Como toda niña de su edad, Yuru es alegre y traviesa, pero sobre todo es una gran amante de la naturaleza y protectora de los animales.

## Argumento
Yuru (Mayra Goñi) es una niña de 14 años que vive en las afueras de la ciudad selvática de Iquitos junto a su madre Nuna (Norka Ramírez) y su abuelo Wari (Ubaldo Huamán). Es este último, quien menciona que ella es una persona diferente al ser la elegida por la Madre Selva como la princesa amazónica, además de la admirable cercanía que tiene la menor por el cuidado de la fauna silvestre de su ciudad, especialmente por un mono cola roja llamado Tarzán, quien perdió a su madre. Yuru también tiene cercanía con José (José Luis Ruiz), un señor amigo de la familia que está enamorado de Nuna; Juan (Pablo Ucañay), su amigo del colegio e hijo de José, y Charly (Óscar López Arias), quien es un joven protector de animales que antes vivía en la capital. 
La vida de ellos cambia cuando conocen a Leo (Diego Bertie) e Yllari (Paloma Yerovi), quienes son periodistas de Lima y llegan a Iquitos con la finalidad de grabar un documental que ponga en evidencia la caza ilegal indiscriminada de animales que se produce en la selva peruana. Sin embargo, tendrán que lidiar con los cazadores más conocidos y temidos de la selva, quienes son Tunche (Lucho Cáceres) y Culebra (Christian Ysla), los cuales viven en una barcaza en medio del Río Amazonas junto a Maki (Magdyel Ugaz), la hija putativa del Tunche, quien a pesar de los familiares que tiene es una buena persona y mantiene una relación secreta con Charly.  
Un día, Tarzán es robado por los cazadores y mandado por encargo a la Dra. Porotov (Jenny Hurtado), una científica loca que también vive en Lima y se dedica a la experimentación clandestina con animales y que estaba dispuesta a pagar un gran monto de dinero a los cazadores por el mono. No obstante, este animal es mandado erróneamente a otro punto de la capital y los malhechores viajan hacia la metrópoli para recuperarlo y entregárselo a la científica. Yuru, preocupada por Tarzán, decide esconderse e ir de manera secreta en el viaje de Leo e Yllari, quienes regresaban también a Lima luego de haber fracasado en su intento del documental. Al encontrarla, le ofrecen apoyo y emprenden una búsqueda por el mono cola roja a la par del Tunche y Culebra. Además, Charly (buscando a Maki y tratando de esclarecer asuntos pendientes cuando vivió en la capital) y, Nuna y José (buscando a Yuru) viajan atrás de ellos iniciando una serie de aventuras con el fin de recuperar al primate y devolverlo a su hábitat natural.

## Reparto

### Principales
- Lucho Cáceres como Tunche.
- Christian Ysla como Culebra.
- Magdyel Ugaz como Magdalena «Maki».
- Óscar López Arias como Charly Pino.
- Paloma Yerovi como Yllari Bustamante.
- Norka Ramírez como Nuna León.
- Jenny Hurtado como Dra. Eugenia Porotov.
- José Luis Ruiz como José.
- Pold Gastello como Benito.
- Ubaldo Huamán como Abuelo Wari León.
- Pablo Ucañay como Juan.
- Gian Piero Mubarak como Alex Bustamante.
- Martha Figueroa como Sol.
- Diego Bertie como Leonardo «Leo» Robles.
- Mayra Goñi como Yuru.
- Chucky y Paz como el mono Tarzán.

## Recepción
La miniserie alcanzó los 10 puntos de audiencia, compitiendo directamente con el programa Magaly TeVe.